# Ászár
Ászár is een plaats (község) en gemeente in het Hongaarse comitaat Komárom-Esztergom. Ászár telt 1714 inwoners (2015).

## Afbeeldingen

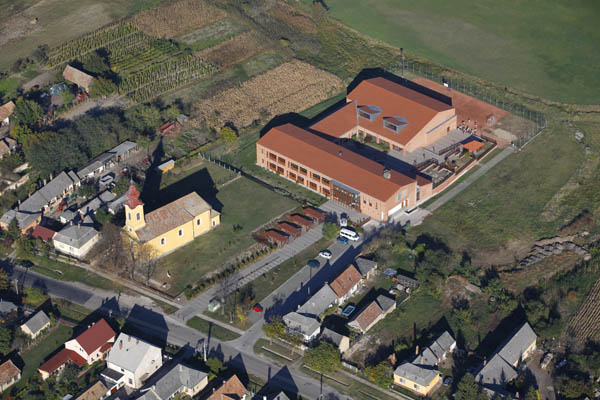
Mari Jászai Elementary School
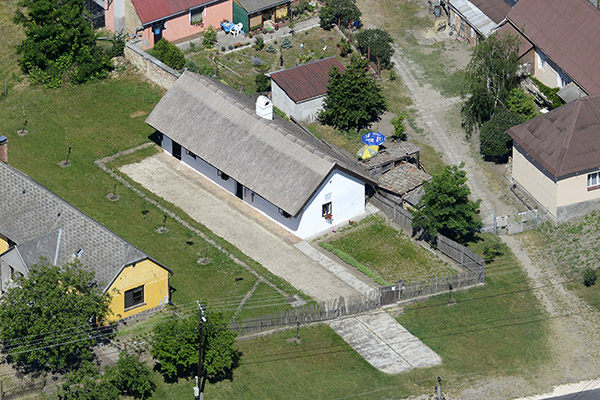
Luchtfoto van de geboorteplaats van Mari Jászai
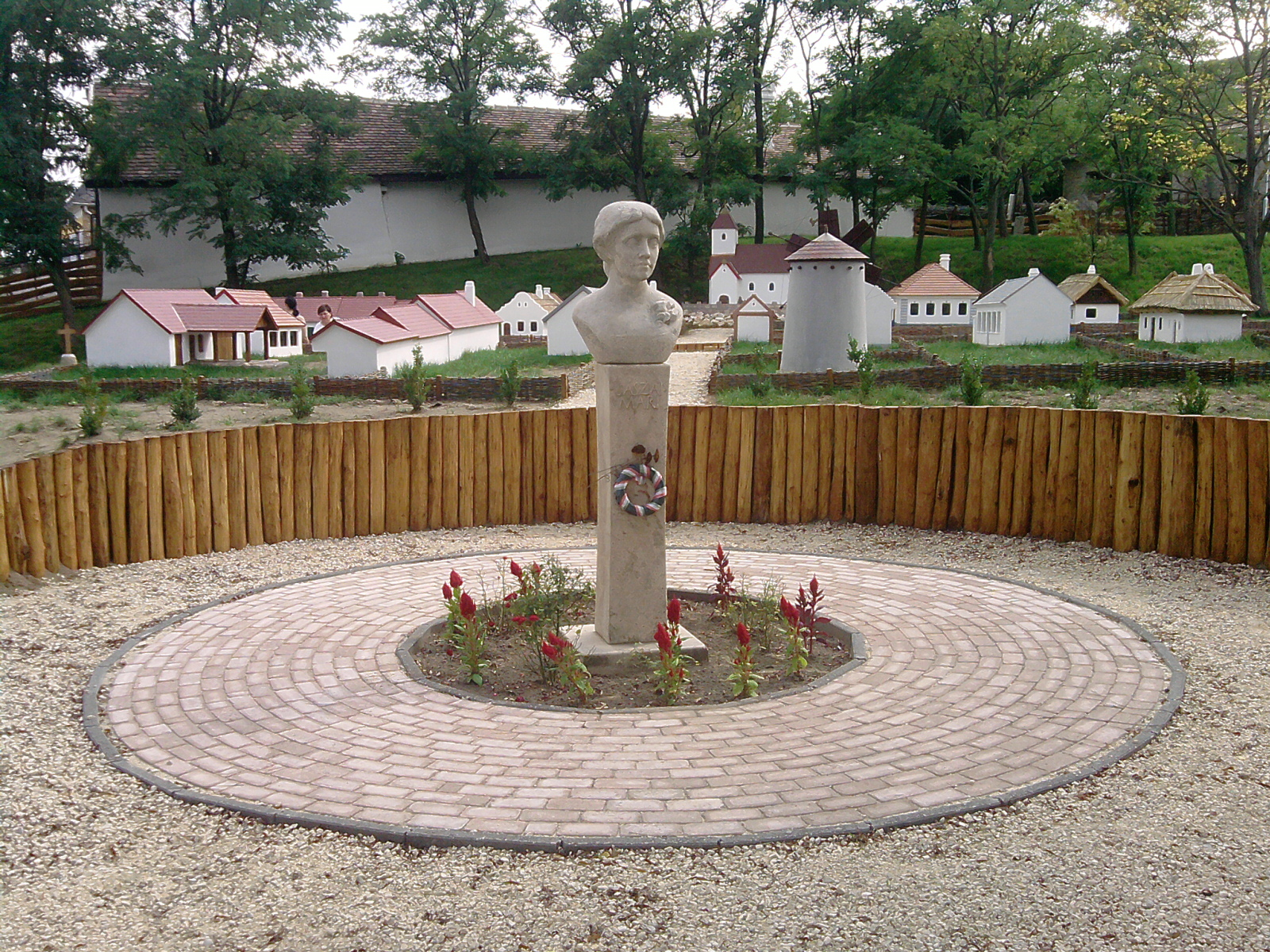
Mini Skanzen

## Geboren in Ászár
- Mari Jászai (1850-1926) Hongaars actrice